# Disco horario

Un disco de aparcamiento francés

Un  disco horario  o  disco de aparcamiento  es un tipo de computador deslizante que se utiliza como base de un sistema para permitir el aparcamiento libre de pago, durante un tiempo limitado (normalmente entre una y dos horas), mediante un disco deslizante o disco reloj que muestra la hora en que se ha aparcado el vehículo. Antiguamente en algunos casos "computaba" automáticamente la hora límite de estancia sin pago, indicando "hora de llegada" y "hora de salida", pero ha sido anulado en la mayoría de países.

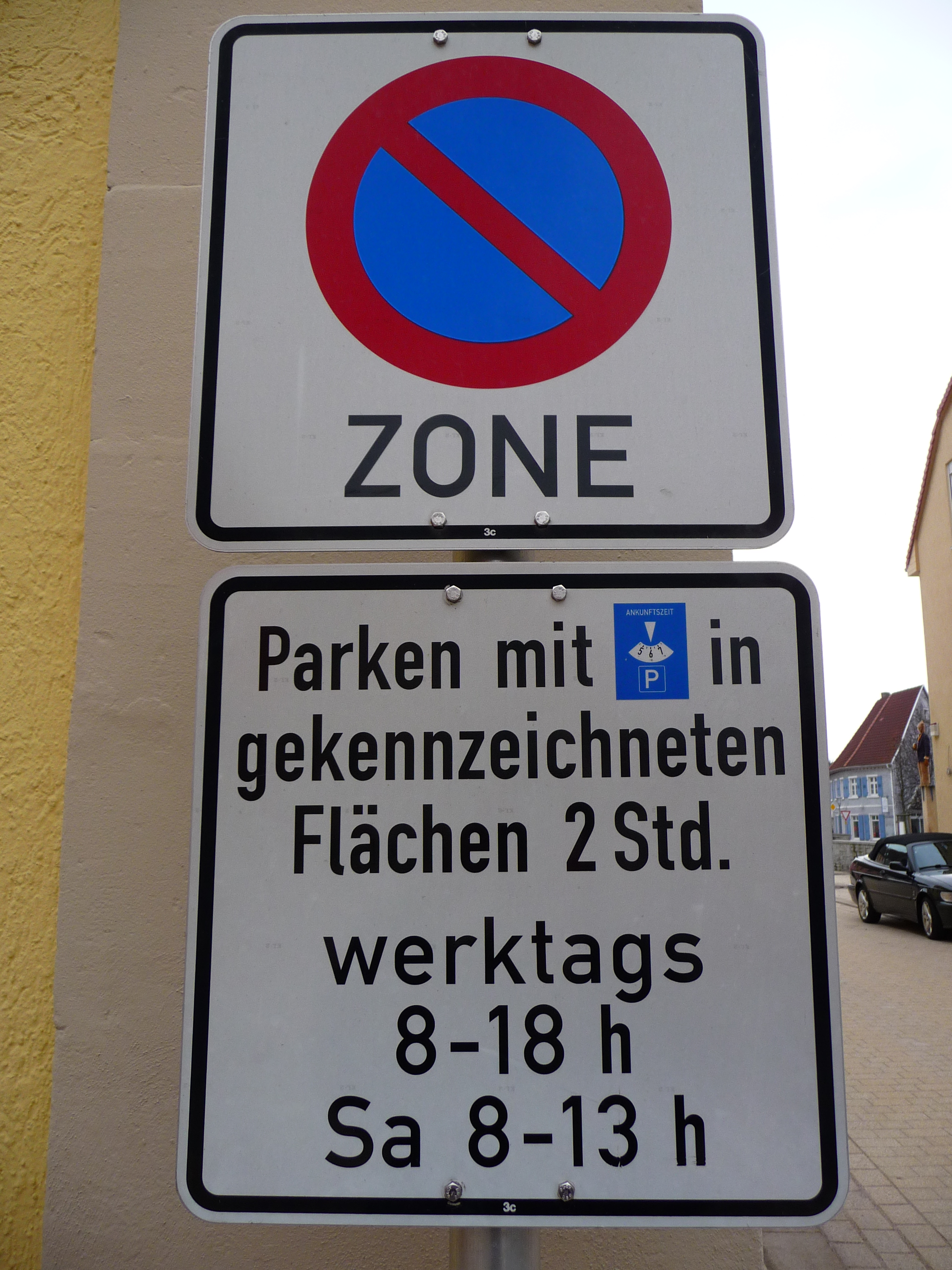
Señal de zona azul en Alemania

## Zona azul
En la mayoría de países de Europa, recibe la calificación de  Zona azul  la zona que está regida por la regulación antes mencionada, es decir:

"Parte de un casco urbano en la que está permitido el aparcamiento, mediante pago, durante un tiempo limitado".

Una patrulla de agentes de estacionamiento puede inspeccionar el disco para comprobar si se ha pasado del tiempo autorizado, y poner la denuncia en caso afirmativo. El sistema es común en muchos países de Europa.
Ejemplo
Hora de llegada Tiempo de aparcamiento
Mañana: 08:00 - 14:00; 1 hora
Tarde: 16:00 - 20:00; 1 hora
Aunque la definición del reglamento europeo está bien clara, hace unos años que en muchos municipios de España han pasado a definir  Zona azul  como una zona donde se puede aparcar con un sistema de pago por franja de tiempo, que se paga a con metálico o tarjeta a unos terminales (o parquímetro s) situados cada cierta distancia en la propia calle. Estos terminales emiten un recibo o justificante que hay que dejar en un lugar visible en el interior del coche en la parte frontal (pe: parabrisas, tablero de instrumentos).